# Ron Flowers
Ronald "Ron" Flowers, MBE (født 28. juli 1934 i Edlington, England, død 12. november 2021) var en engelsk fodboldspiller (midtbane) og manager, og verdensmester med England fra VM i 1966. Han var bror til John Flowers.
Flowers spillede på klubplan 15 sæsoner hos Wolverhampton Wanderers. Her var han en del af klubbens storhedstid op gennem 1950'erne og var med til at vinde hele tre engelske mesterskaber og én FA Cup-titel.
Flowers spillede desuden 49 kampe for det engelske landshold. Hans første landskamp var et opgør mod Frankrig 15. maj 1955, hans sidste var en kamp mod Norge 29. juni 1966.
Han blev udtaget til den engelske trup til VM i 1962 i Chile og spillede samtlige landets fire kampe i turneringen. Han var også med til at vinde guld ved VM i 1966 på hjemmebane, men var dog ikke på banen i denne turnering.
Flowers blev i 2021 tildelt Order of the British Empire.

## Titler
Engelsk mesterskab
- 1954, 1958 og 1959 med Wolverhampton Wanderers

FA Cup
- 1960 med Wolverhampton Wanderers

Charity Shield
- 1959 med Wolverhampton Wanderers

VM
- 1966 med England